# Folclore de los Estados Unidos
El folclore estadounidense abarca el folclore que ha evolucionado en los Estados Unidos de la actualidad, sobre todo desde la colonización europea de América. También incluye el folclore que se remonta a la época precolombina.
El concepto de folclore consiste en las leyendas, la música, la historia oral, los proverbios, los chistes, las creencias populares, los cuentos de hadas, las historias, los relatos fantásticos y las costumbres que forman parte de las tradiciones de una cultura, una subcultura o un grupo. También es el conjunto de prácticas a través de las cuales se comparten esos géneros expresivos.
Además, los términos música folclórica, canción folclórica y danza folclórica son expresiones relativamente recientes. Son extensiones del término folclore, acuñado en 1846 por el escritor inglés William Thoms para describir The traditions, customs, and superstitions of the uncultured classes. El término se basa además en la expresión alemana volk—en el sentido de "el pueblo en su conjunto"—con la cual Johann Gottfried Herder y los románticos alemanes se refirieron a la música popular y nacional más de medio siglo antes.

## Folclore de los pueblos nativos de los Estados Unidos
En las culturas nativas de los Estados Unidos abundan los mitos y las leyendas que explican los fenómenos naturales y la relación entre los seres humanos y el mundo de los espíritus. Según el folclorista estadounidense Barre Toelken, las plumas, la artesanía hecha con cuentas, los pasos de danza y la música, los acontecimientos de una historia, la forma de una vivienda o los elementos de la comida tradicional pueden considerarse íconos de significancia cultural.
Las culturas indígenas estadounidenses son numerosas y diversas. Aunque hay algunas culturas vecinas que tienen creencias similares, otras pueden ser muy diferentes las unas de las otras. Los mitos más comunes son los relacionados con la creación, que cuentan una historia para explicar cómo se formó la Tierra y de dónde proceden los humanos y otros seres. Otros pueden incluir explicaciones acerca del Sol, la Luna, las constelaciones, animales específicos, las estaciones y el clima. Esta es una de las formas en las que muchas tribus han mantenido y continúan manteniendo vivas sus culturas. Estas historias se cuentan a manera de preservar y transmitir las creencias, la historia, las costumbres, la espiritualidad y el modo de vida tradicional de una nación, una tribu o un grupo. De acuerdo con Toelken: Stories not only entertain but also embody Native behavioral and ethical values.
Aunque cada tribu tiene sus propias creencias y mitos sagrados, hay numerosas historias que tienen mucho en común. Los mitos acerca de las inundaciones son casi universales entre las tribus de las Llanuras: historias de una tierra inundada que se restaura. Hay muchas "historias de héroes" que inmortalizan las aventuras de héroes con poderes sobrenaturales, que corrigen injusticias y vencen al mal. Son comunes los relatos sobre animales, algunos de los cuales explican cómo se produjeron las características de ciertos animales, otros que utilizan personajes animales para la narración y algunos más que utilizan animales de manera simbólica. También hay mitos en los que seres sobrenaturales aparecen en forma de animales, siendo frecuentes las referencias al oso, el alce, el águila, el búho y la serpiente.

## Mitos fundacionales
La fundación de Estados Unidos suele estar rodeada de mitos nacionales, leyendas y relatos fantásticos. Se han desarrollado muchas historias desde la fundación, hace mucho tiempo, hasta convertirse en parte del folclore y de la sensibilización cultural de los Estados Unidos y, en particular, el folclore que no es el de los pueblos originarios estadounidenses incluye cualquier tipo de narrativas que hayan contribuido a dar forma a la cultura y a los sistemas de creencias de ese país. Estas narrativas tienen distintos niveles de exactitud histórica. La veracidad de las historias no es un factor determinante.

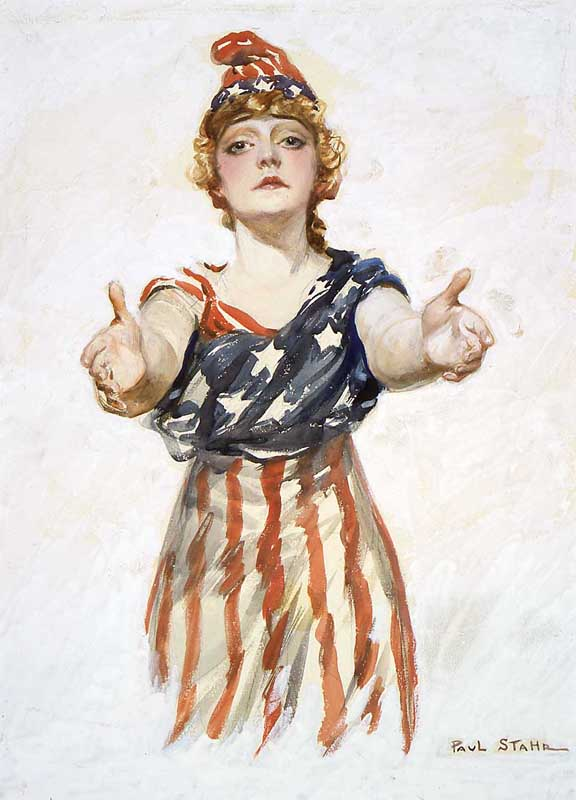
La personificación de Columbia
vestida con la bandera estadounidense y un gorro frigio, lo que representa la búsqueda de la libertad. Ilustración de un cartel patriótico de la Primera Guerra Mundial.

### Cristóbal Colón
Cristóbal Colón, como héroe y símbolo para los inmigrantes de la época, es una figura importante en el conjunto de mitos estadounidenses. Su estatus, al igual que el de la mayoría de los íconos estadounidenses, es representativo no de sus propios logros, sino de la autopercepción de la sociedad que le eligió como héroe. Tras lograr la separación de Inglaterra y de sus íconos culturales, Estados Unidos se quedó sin historia ni héroes en los que basar un sentimiento compartido de su identidad social. Washington Irving desempeñó un papel decisivo en la popularidad de Colón. Su versión de la vida de Colón, publicada en 1829, se lee más como una novela de caballerías que una biografía. El libro fue muy popular y contribuyó a crear una imagen del descubridor como un individuo solitario que desafiaba al mar desconocido, mientras los triunfantes estadounidenses contemplaban los peligros y la promesa de su propia frontera inexplorada. Como consecuencia de su visión y audacia, existía ahora una tierra libre de reyes, un vasto continente para nuevos comienzos. En los años que siguieron a la Revolución, el recurso poético Columbia se utilizó como símbolo tanto de Colón como de Estados Unidos de América. El King's College de Nueva York cambió su nombre en 1792 por Columbia College (parte de la Universidad de Columbia) y la nueva capital de Washington recibió el subtítulo de Distrito de Columbia.

### Jamestown

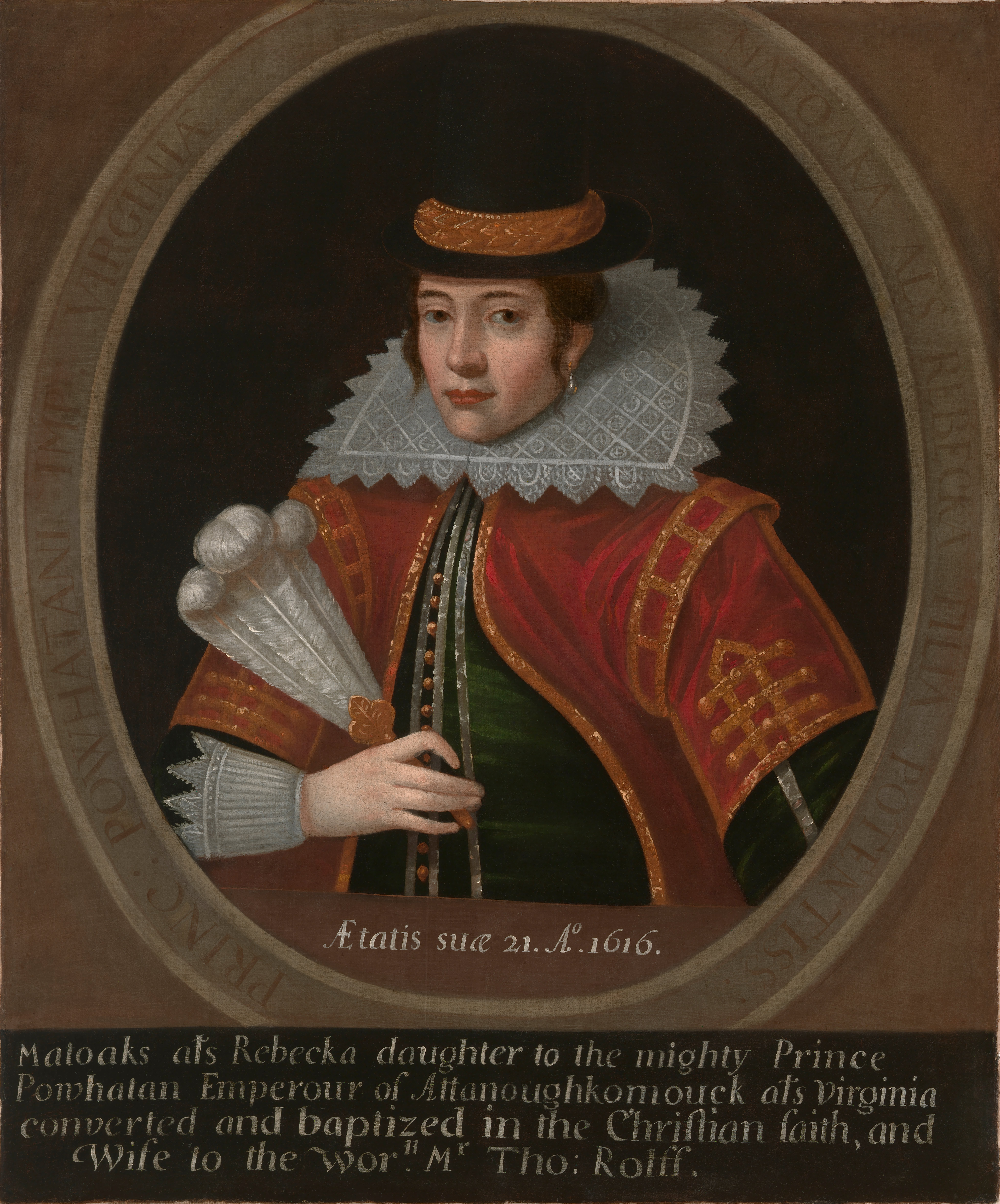
Copia en óleo del único retrato de Pocahontas hecho en vida, un grabado de 1616 realizado en Londres por Simon van de Passe.

En mayo de 1607, los barcos Susan Constant, Discovery y Godspeed navegaron por la Bahía de Chesapeake. Treinta millas río arriba del Río James, los colonos fundaron Jamestown, Virginia, el primer asentamiento permanente de Inglaterra. Ya la estación del año estaba muy avanzada como para plantar cultivos y muchos de ellos no estaban acostumbrados al trabajo manual. En pocos meses, algunos colonos murieron de hambre y enfermedades. Solo treinta y ocho sobrevivieron a su primer año en el Nuevo Mundo. El capitán John Smith, pirata transformado en caballero, hizo que los colonos se convirtieran en recolectores y en buenos comerciantes con los nativos estadounidenses, quienes les enseñaron a los ingleses a plantar maíz y otros cultivos. Smith dirigió expediciones para explorar las regiones circundantes a Jamestown y fue durante una de ellas cuando lo capturó el jefe de la tribu Powhatan. Según un relato que Smith publicó en 1624, lo iban a ejecutar pero lo salvó la hija del jefe, Pocahontas.  De ahí surgió la leyenda de Pocahontas, que pasó a formar parte del folclore, los libros infantiles y las películas estadounidenses.

### Los Peregrinos

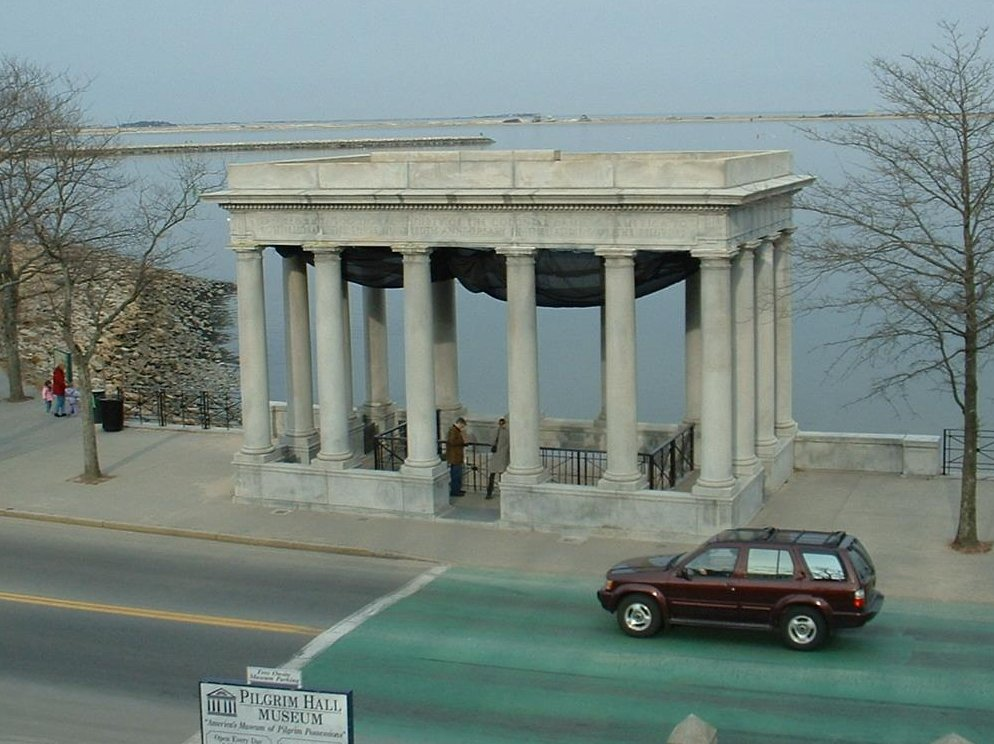
Monumento a Plymouth Rock diseñado para la Celebración del Tercer Centenario (1920)

Plymouth Rock es el sitio tradicional del desembarco de William Bradford y los Peregrinos del Mayflower que fundaron la Colonia de Plymouth en 1620. Es un símbolo importante en la historia de los Estados Unidos. No existen referencias contemporáneas al desembarco de los peregrinos en una roca en Plymouth. La primera referencia por escrito al desembarco de los peregrinos en una roca se encuentra 121 años después de su llegada. La roca —o más bien una roca tradicionalmente identificada como esta— ha estado conmemorada por mucho tiempo en la orilla del puerto de Plymouth, en Plymouth (Massachusetts). Se dice que la festividad de Acción de Gracias comenzó con los peregrinos en 1621. Habían huido a América para escapar de la persecución religiosa, pero estuvieron a punto de morir de hambre. Algunos indígenas cordiales, entre ellos Squanto, les ayudaron a sobrevivir el primer invierno. La perseverancia de los peregrinos se celebra cada año durante el festival de Acción de Gracias.

## Personajes de la Guerra de la Independencia de los Estados Unidos

### George Washington
George Washington (22 de febrero de 1732–14 de diciembre de 1799), el primer presidente del país, es la más destacada entre las figuras históricas y folclóricas estadounidenses, ya que ocupa el lugar de Pater Patriae. Entre las historias apócrifas acerca de la infancia de Washington figura la que afirma que hizo saltar un dólar de plata por el Río Rappahannock en la Granja Ferry, Virginia, donde pasó la mayor parte de su niñez. Otro relato afirma que, cuando apenas era un niño pequeño, Washington taló el árbol de cerezo de su padre. Este, enfadado, se enfrentó al joven Washington, quien proclamó: I cannot tell a lie y admitió la desobediencia, poniendo así de manifiesto su honestidad. El pastor Mason Locke Weems hace la primera mención de esta leyenda en su libro de 1806, The Life of George Washington: With Curious Anecdotes, Equally Honorable to Himself and Exemplary to His Young Countrymen. Esta anécdota no puede verificarse de forma independiente. También se sabe que Samuel Clemens, conocido por su pseudónimo Mark Twain, difundió la historia mientras daba conferencias y, para personalizarla, añadía I have a higher and greater standard of principle. Washington could not lie. I can lie but I won't.

### Patrick Henry
Patrick Henry (29 de mayo de 1736–6 de junio de 1799) fue un abogado, hacendado y político que se dio a conocer como orador durante el movimiento por la independencia en Virginia en la década de 1770. Henry es más conocido por el discurso que pronunció en la Cámara de los Burgueses el 23 de marzo de 1775, en la Iglesia de San Juan en Richmond, Virginia. Con la Cámara indecisa en cuanto a movilizarse para emprender una acción militar contra la fuerza militar británica invasora, Henry argumentó a favor de la movilización. Cuarenta y dos años más tarde, el primer biógrafo de Henry, William Wirt, trató de reconstruir lo que dijo Henry, a partir de historias orales. Según Wirt, Henry terminó su discurso con unas palabras que desde entonces han quedado inmortalizadas: I know not what course others may take; but as for me, Give me Liberty, or give me Death! La multitud, según Wirt, saltó y gritó: To Arms! To Arms! Durante 160 años, el relato de Wirt se tomó al pie de la letra. En la década de 1970, los historiadores empezaron a cuestionar la autenticidad de la reconstrucción de Wirt.

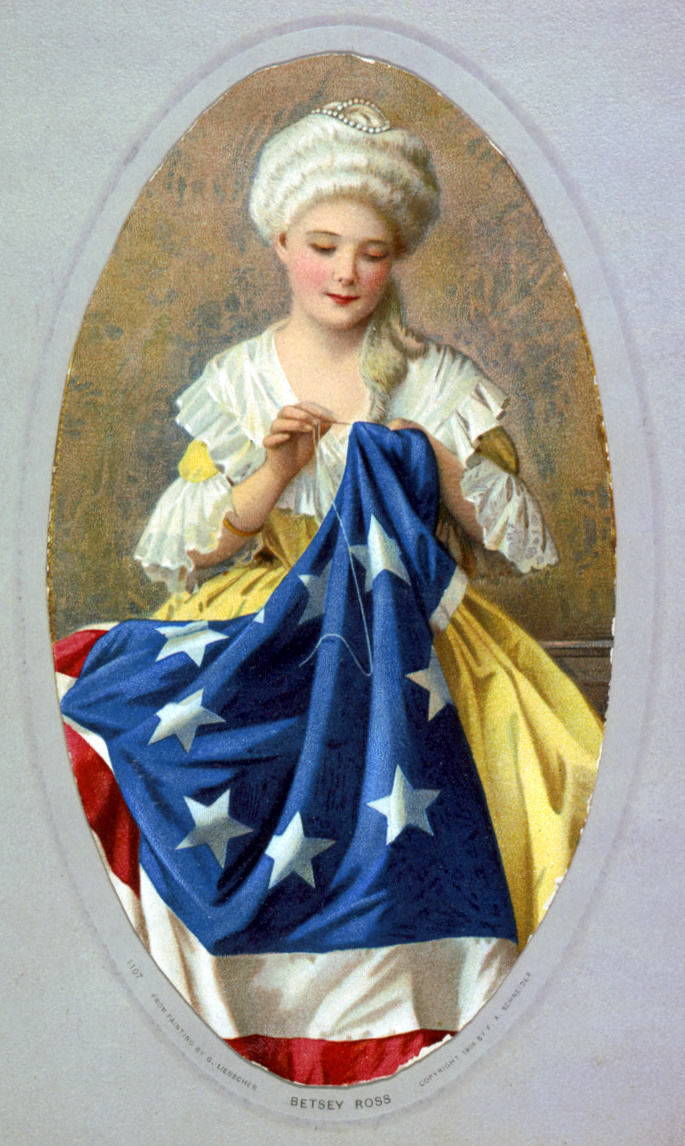
Betsy Ross mientras cosía la bandera

### Betsy Ross
A Betsy Ross (1 de enero de 1752—30 de enero de 1836) se le atribuye la confección de la primera bandera estadounidense. Sin embargo, no existen pruebas históricas creíbles de que la historia sea cierta. Una investigación llevada a cabo por el Museo Nacional de Historia Estadounidense señala que la historia de cómo Betsy Ross confeccionó la primera bandera estadounidense para el General George Washington comenzó a permear el conocimiento del pueblo estadounidense en 1876, alrededor de la época de las celebraciones del centenario de la Declaración de Independencia. En su libro de 2008 The Star-Spangled Banner: The Making of an American Icon, los expertos del Smithsonian Lonn Taylor, Kathleen M. Kendrick y Jeffrey L. Brodie señalan que los relatos del acontecimiento atrajeron a los estadounidenses ávidos de historias acerca de la revolución y sus héroes y heroínas. A Betsy Ross se le promocionó entre las niñas como un modelo patriótico a imitar y como un símbolo de la contribución de las mujeres a la historia de Estados Unidos.
Otros héroes de la Guerra de la Independencia que se convirtieron en figuras del folclore estadounidense incluyen a: Benedict Arnold, Benjamin Franklin, Nathan Hale, John Hancock, John Paul Jones y Francis Marion.

## Relatos fantásticos
Los relatos fantásticos (en inglés: tall tales) constituyen un elemento fundamental de la literatura popular estadounidense. Sus orígenes se remontan a las competencias de alardes que solían tener lugar cuando se reunían los hombres del Viejo Oeste. Un relato fantástico es una historia con elementos increíbles que se relata como si fuera cierta y basada en datos objetivos. Algunos de estos relatos son exageraciones de acontecimientos que ocurrieron en la realidad; otros son relatos completamente ficticios ambientados en un entorno familiar, tal como el Viejo Oeste de Estados Unidos o los inicios de la Revolución Industrial. Por lo general, son de tono humorístico o amistoso. La línea entre un mito y un relato fantástico se distingue principalmente por la antigüedad. Muchos mitos exageran las hazañas de los héroes, pero en los relatos fantásticos, la exageración cobra tan gran importancia que se convierte en el núcleo de la historia.

### Relatos basados en personajes históricos
- John Chapman (26 de septiembre de 1774–18 de marzo de 1845), conocido como Johnny Appleseed,[nota 10] fue un horticultor pionero estadounidense que introdujo los manzanos en gran parte de Pensilvania, Ohio, Indiana e Illinois. Mientras aún estaba vivo, se convirtió en una leyenda en Estados Unidos, en gran parte por su bondad y generosidad y por la importancia simbólica que atribuía a las manzanas. A Johnny Appleseed se le recuerda en la cultura popular estadounidense por su canción o himno de la Iglesia swedenborgiana The Lord is good to me...[nota 11][24]
- Daniel Boone (2 de noviembre de 1734—22 de octubre en el Estilo Antiguo–26 de septiembre de 1820) fue un pionero, explorador y colonizador estadounidense cuyas proezas en el Viejo Oeste le convirtieron en uno de los primeros héroes populares de los Estados Unidos.[25]
- Davy Crockett (17 de agosto de 1786–6 de marzo de 1836) fue un héroe popular, explorador, soldado y político estadounidense del siglo XIX. En la cultura popular se le conoce con el sobrenombre de "rey de la frontera salvaje". Representó a Tennessee en la Cámara de Representantes de los Estados Unidos, participó en la Revolución de Texas y murió en la batalla de El Álamo.[26]
- Mike Fink (alrededor de 1770/1780– alrededor de 1823), conocido como el "rey de los barqueros de quilla", fue un pendenciero y barquero de río que casi se convirtió en leyenda, ya que era el vivo ejemplo de los hombres rudos y bebedores empedernidos que piloteaban barcas de quilla por los ríos Ohio y Misisipi.[27]

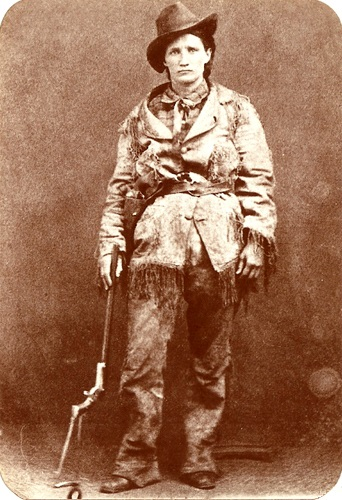
Calamity Jane

- Martha Jane Canary (1 de mayo de 1852–1 de agosto de 1903), más conocida como Calamity Jane,[nota 12] fue una exploradora profesional del Viejo Oeste estadounidense, quien se hizo famosa por afirmar que era amiga de Wild Bill Hickok.[nota 13] Se dice que también demostró bondad y compasión, especialmente con los enfermos y los necesitados.[28]
- Jigger Johnson (1871–1935) fue un leñador y acarreador de leña del norte de Nueva Inglaterra, conocido por sus numerosas aventuras fuera del trabajo, tales como atrapar gatos monteses vivos con sus propias manos y por sus peleas de borracho.[29]
- John Henry era un hombre de raza negra que trabajaba como obrero de vías férreas. Su trabajo consistía en horadar la roca con un taladro de acero para luego volarla con explosivos durante los trabajos de construcción de túneles ferroviarios. Según la leyenda, la destreza de John Henry como perforador de acero se midió en una carrera contra una máquina martilladora a vapor. Henry resultó vencedor, solo para morir en la victoria con el martillo en la mano luego de que el corazón le fallara a causa del estrés. La "Balada de John Henry" es una interpretación musical de su historia.[30]

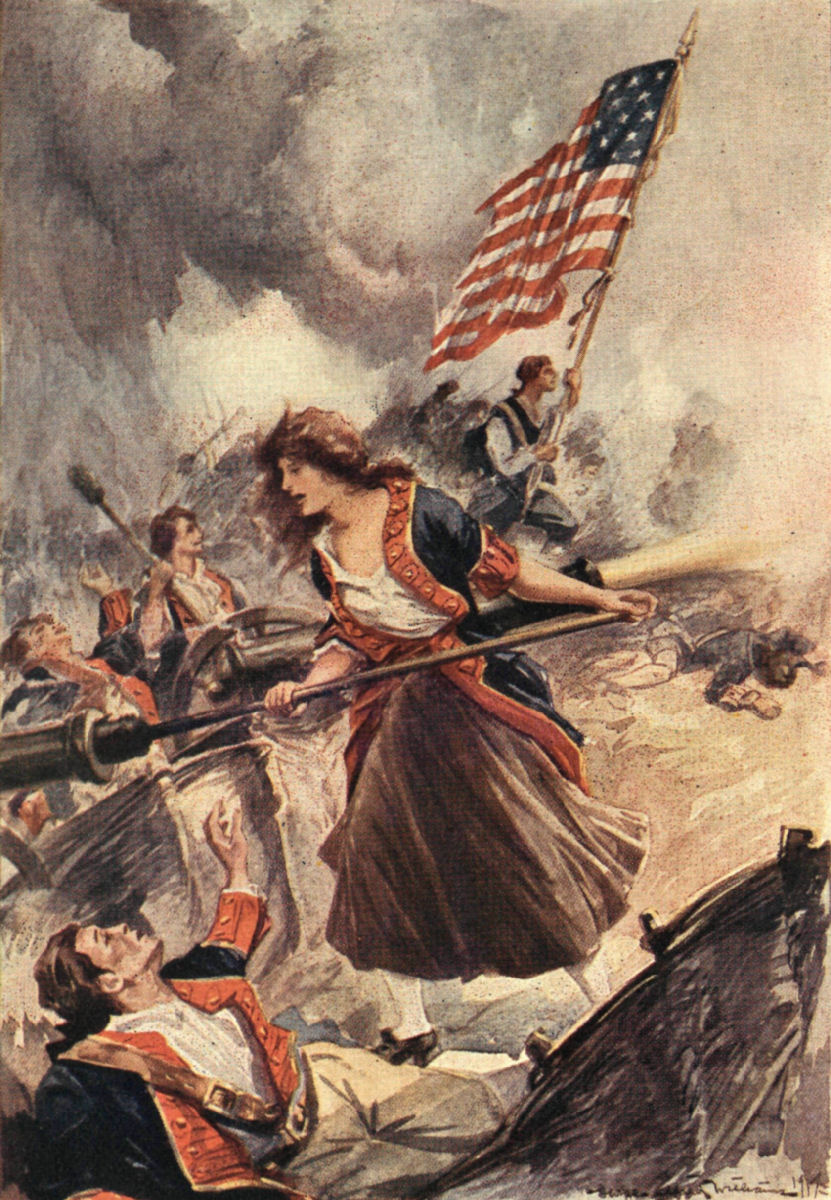
Molly Pitcher, ilustración del libro Ten American Girls from History de la autora Kate Dickinson Sweetser, Harper & Brothers Publishers (1917)

- Molly Pitcher era el sobrenombre dado a una mujer que se dice que luchó en la Batalla de Monmouth, en la Guerra de Independencia de los Estados Unidos. Según la creencia general, en realidad era Mary Hays. Dado que fueron creciendo varios relatos acerca de Molly Pitcher a medida que se contaban, hay muchos historiadores que consideran que es más una figura del folclore popular que de la historia. Otros sugieren que Molly Pitcher puede ser una imagen compuesta inspirada en las acciones de varias mujeres que sí existieron en la vida real. Es posible que el nombre en sí se originara como un apodo dado a las mujeres que les llevaban agua[nota 14] a los hombres en el campo de batalla durante la guerra.[31]

Otras figuras históricas son la sobreviviente del Titanic Molly Brown, el empresario de espectáculos del Viejo Oeste Buffalo Bill Cody y la experta tiradora Annie Oakley.

### Personajes de ficción

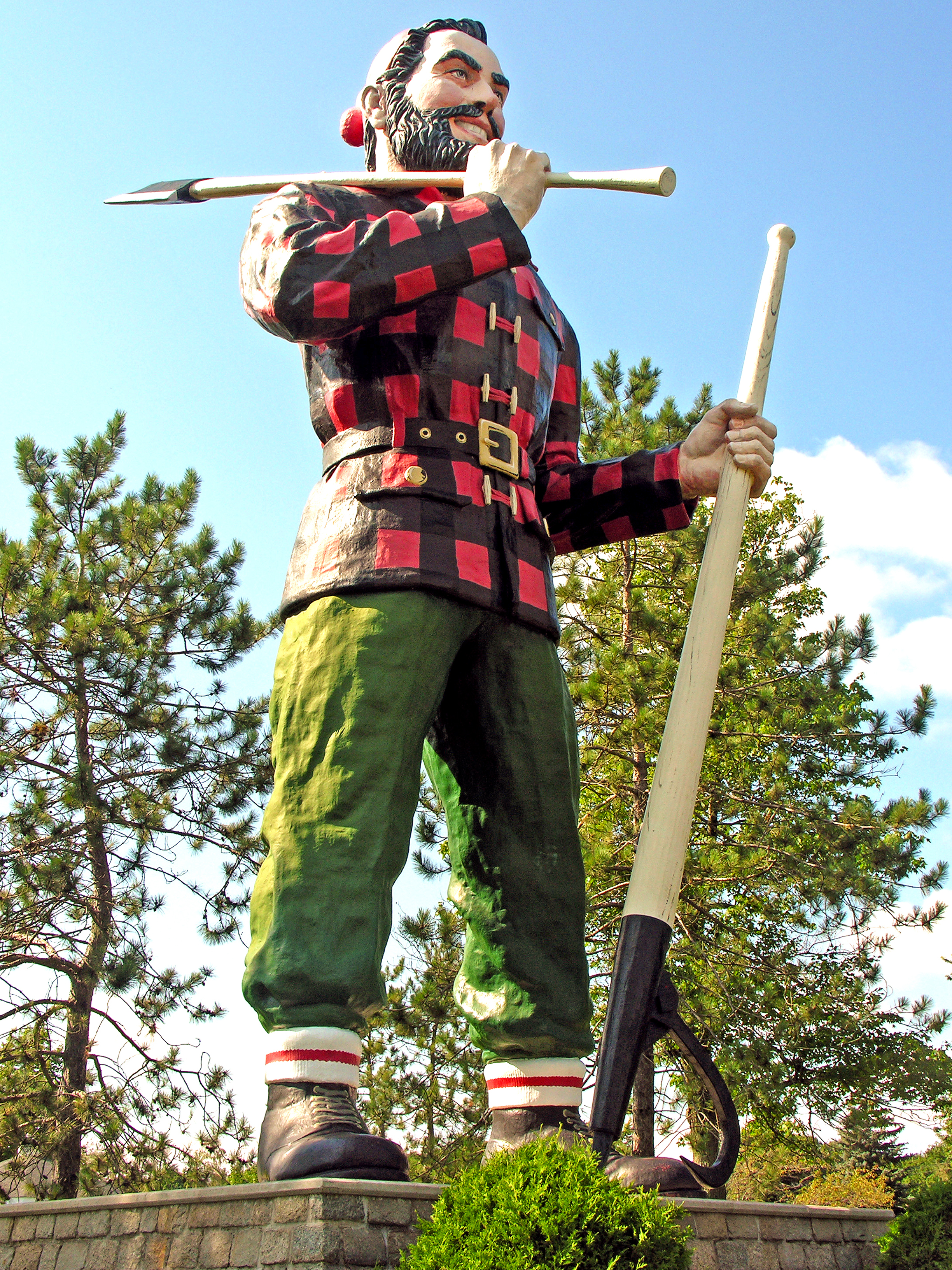
Estatua de Paul Bunyan en Bangor (Maine)

- Paul Bunyan es una figura del folclore y las tradiciones de Norteamérica que representa a un leñador. Es uno de los héroes más famosos y populares del folclore norteamericano. Se le suele describir como un leñador gigante de destrezas poco comunes. A menudo le acompaña en las historias su mascota, un buey azul llamado Babe. El personaje se originó en los cuentos populares que circulaban entre los leñadores del noreste de Estados Unidos y el este de Canadá. Su primera aparición por escrito fue en 1906 en un relato publicado por el periodista James MacGillivray, de Míchigan.[32][33]
- Se dice que Cordwood Pete es el hermano menor del legendario leñador Paul Bunyan.[34]
- El Llanero Solitario es un héroe ficticio del Oeste que luchó contra asaltantes y ladrones en la zona de Texas. Único sobreviviente de un grupo de seis Rangers de Texas, se propuso llevar ante la justicia a los criminales que mataron a su hermano. Según el historiador Art Burton, la figura del Llanero Solitario se basó en el esclavo fugitivo y pistolero Bass Reeves, aunque este dato está en entredicho.[35][36]
- John the Conqueror,[nota 15] también conocido como High John de Conqueror[nota 16] y muchas otras variantes populares, es un héroe del folclore afroestadounidense. Era un príncipe africano que fue vendido como esclavo en América. A pesar de su esclavitud, su espíritu nunca quedó abatido, sino que sobrevivió en el folclore como una especie de figura tramposa, por los trucos de los que se valía para evadir a sus amos. Se dice que el personaje Br'er Rabbit[nota 17] de las historias del Tío Remus de Joel Chandler Harris está inspirado en esta figura.[37][38]
- Pecos Bill es un vaquero estadounidense, inmortalizado de manera apócrifa en numerosos relatos fantásticos del Viejo Oeste durante la expansión estadounidense hacia el suroeste de Texas, Nuevo México, el sur de California y Arizona.[39]
- El Capitán Alfred Bulltop Stormalong o Capitán Stormalong fue un héroe popular estadounidense y el protagonista de numerosos relatos fantásticos de temas marinos que se originaron en Massachusetts. Se decía que Stormalong era un marinero y un gigante de unos nueve metros de estatura. Era el capitán de un enorme navío clíper identificado por varias fuentes ya sea como el Courser o el Tuscarora, un barco tan alto que tenía mástiles abatibles para evitar engancharse en la luna.[40]

## Criaturas legendarias y folclóricas
- Pie Grande, también conocido como Sasquatch, es el nombre con el que se conoce una criatura con el aspecto de un simio. Algunas personas creen que habita sobre todo en los bosques de la región del Noroeste del Pacífico en Norteamérica o incluso en todo ese subcontinente. Suele describirse como una criatura humanoide de gran tamaño, peluda y bípeda, aunque las descripciones varían según el lugar. Su estatura oscila entre 1,80 y 3 metros y su pelaje es negro, marrón oscuro o rojizo oscuro.[41][42] Uno de los relatos más famosos de Pie Grande es el de la película realizada en California en 1967 por los cineastas Roger Patterson y Robert "Bob" Gimlin, en la que una criatura (supuestamente un espécimen femenino de Pie Grande) cruza de un lado a otro de la pantalla a grandes zancadas, gira para mirar hacia la cámara y luego se aleja por una empinada colina y se adentra en el bosque.[43] Cada año se registran más de 100 avistamientos. Las personas que informan acerca de estos avistamientos incluyen excombatientes, veraneantes, excursionistas, exploradores, cazadores y muchas más. Incluso hay varios sitios web, podcasts y organizaciones que se dedican al fenómeno de Pie Grande.
- Champ es el nombre que recibe un supuesto monstruo que vive en el Lago Champlain, un lago natural de agua dulce ubicado en Norteamérica. El lago está situado en la frontera entre Canadá y Estados Unidos: una parte en la provincia canadiense de Quebec y otra en los estados de Vermont y Nueva York en Estados Unidos. No existen pruebas científicas de la existencia de Champ, aunque se han registrado más de 300 avistamientos.[44]
- Punxsutawney Phil es una marmota semilegendaria y figura central de la ceremonia más conocida del Día de la Marmota, una superstición de la cultura Pennsylvania Dutch que asegura predecir la llegada de la primavera. Según la tradición, la misma marmota ha estado haciendo predicciones desde el siglo XIX.[45]

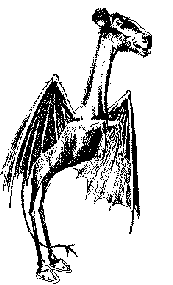
El Demonio de Jersey

- El Diablo de Jersey o Demonio de Jersey es una criatura legendaria de la cual se dice que habita en los bosques de pinares del sur de Nueva Jersey, en Estados Unidos. A menudo se le describe como un bípedo volador con pezuñas, pero existen muchas variantes. La descripción más común es la de una criatura parecida a un canguro con cara de caballo, cabeza de perro, alas coriáceas parecidas a las de un murciélago, cuernos, patas pequeñas con garras, ojos rojos, pezuñas hendidas y cola bifurcada. Se dice que se mueve con rapidez para evitar el contacto con seres humano y que a menudo emite un "grito que hiela la sangre".[46] Según la leyenda, una mujer llamada Madre Leeds, de quien se dice que era bruja, dio a luz a su decimotercer hijo en una noche oscura y tormentosa. Se cree que este hijo era el Diablo y que pronto le crecieron alas y pezuñas, mató a la comadrona y se adentró en la noche.

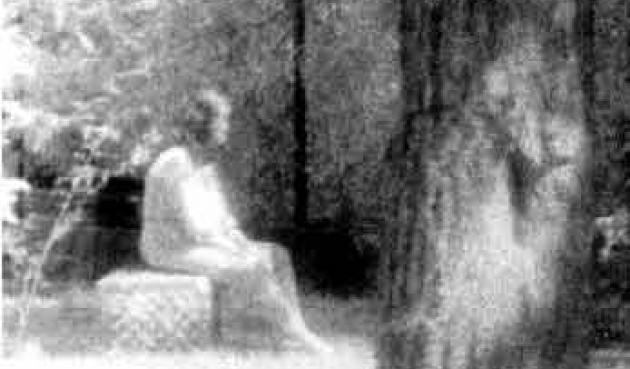
Una dama de blanco sentada sobre una piedra en medio de un bosque.

- La Dama de Blanco es un tipo de espíritu femenino que, según se dice, puede verse en zonas rurales. Está relacionada con alguna leyenda local de trasfondo trágico. Muchas de estas leyendas tienen en común la pérdida del marido o prometido o la traición sentimental. A menudo se las asocia con un linaje familiar específico o se dice que son un presagio de muerte, similar a una banshee.[nota 18][47][48]
- El hombre-polilla u hombre-búho es una criatura mítica de Point Pleasant, Virginia Occidental, descrita como un humanoide de enorme estatura, ojos rojos y brillantes, grandes alas parecidas a las de un pájaro y pelaje que le cubre el cuerpo. Se le atribuye el derrumbamiento del puente colgante Silver Bridge en 1967.[49]
- El Hodag es una bestia mítica que se supone que habita en los bosques del norte de Wisconsin, en especial en los alrededores de la ciudad de Rhinelander. Tiene cuerpo de reptil con cuernos de toro y predilección por las travesuras.[50]
- Old Black Eyes[nota 19] es el espectro de un perro de caza que se dice que frecuenta una zona conocida como Baker Rocks,[nota 20] situada cerca de la cima de las Montañas Negras de Carolina del Norte. Se cree que es el espíritu de Jim Baker, quien vivía en las rocas y era considerado por los montañeses locales como un brujo con poderes sobrenaturales. Según la leyenda, Jim Baker realizó algún tipo de ritual en un antiguo cementerio indígena, cerca de las Montañas Negras, donde procedió a vender su alma al Diablo. A su vez, el Diablo hizo que las pupilas de Baker se volvieran "anormalmente negras" como señal de su trato y del derecho que tenía el infierno sobre su alma.[51] Tras su muerte, se decía que Baker había poseído el espíritu de un "perro del diablo", el cual podía identificarse por sus grandes pupilas negras y al que la gente temía acercarse porque creían que estaba rodeado de magia negra. Se decía que la única forma de deshacerse del Viejo Ojos Negros era dibujar su figura, clavar el dibujo en un árbol y luego dispararle con una pistola.[52]
- En el folclore norteamericano, las criaturas temibles (en inglés: fearsome critters) eran animales, protagonistas de relatos fantásticos, de los cuales se decía en broma que habitaban las áreas desiertas en los alrededores de los campamentos de leñadores, en especial en la región de los Grandes Lagos.[53] Hoy en día, el término también puede aplicarse a bestias fabulosas similares.

Otras criaturas folclóricas son el Chupacabras, el jackalope, el Nain Rouge de Detroit (Míchigan), el Wendigo de Minnesota y Chessie, un legendario monstruo marino del cual se dice que vive en la bahía de Chesapeake.

## Literatura
- Santa Claus, también conocido como San Nicolás, Papá Noel, el Viejito Pascuero o simplemente Santa, es una figura de origen legendario, mítico, histórico y folclórico. La figura moderna de Papá Noel está basada en el personaje neerlandés Sinterklaas, que a su vez puede haberse originado en los relatos hagiográficos acerca del San Nicolás cristiano. El poema A Visit from St. Nicholas,[nota 23] que se conoce también como The Night Before Christmas,[nota 24] se publicó por primera vez en 1823 de manera anónima, aunque se le atribuye al escritor estadounidense Clement Clarke Moore. Se le ha calificado con la frase Arguably the best-known verses ever written by an American[nota 25][54] y se le debe, en gran medida, la creación del concepto de Santa Claus desde mediados del siglo XIX hasta nuestros días. Esto incluye su aspecto físico, la noche de su visita, su medio de transporte, la cantidad y los nombres de sus renos y la tradición de que les trae juguetes a los niños. El poema ha influido sobre las ideas acerca de San Nicolás y Papá Noel desde Estados Unidos hacia el resto del mundo anglohablante y más allá. Is There a Santa Claus?[nota 26] era el título de un editorial que apareció en la edición del 21 de septiembre de 1897 de The Sun, un periódico de Nueva York. El editorial, que incluyó la famosa respuesta Yes, Virginia, there is a Santa Claus o Sí, Virginia, existe Santa Claus, ha pasado a formar parte del folclor popular navideño en los Estados Unidos y Canadá.[55]

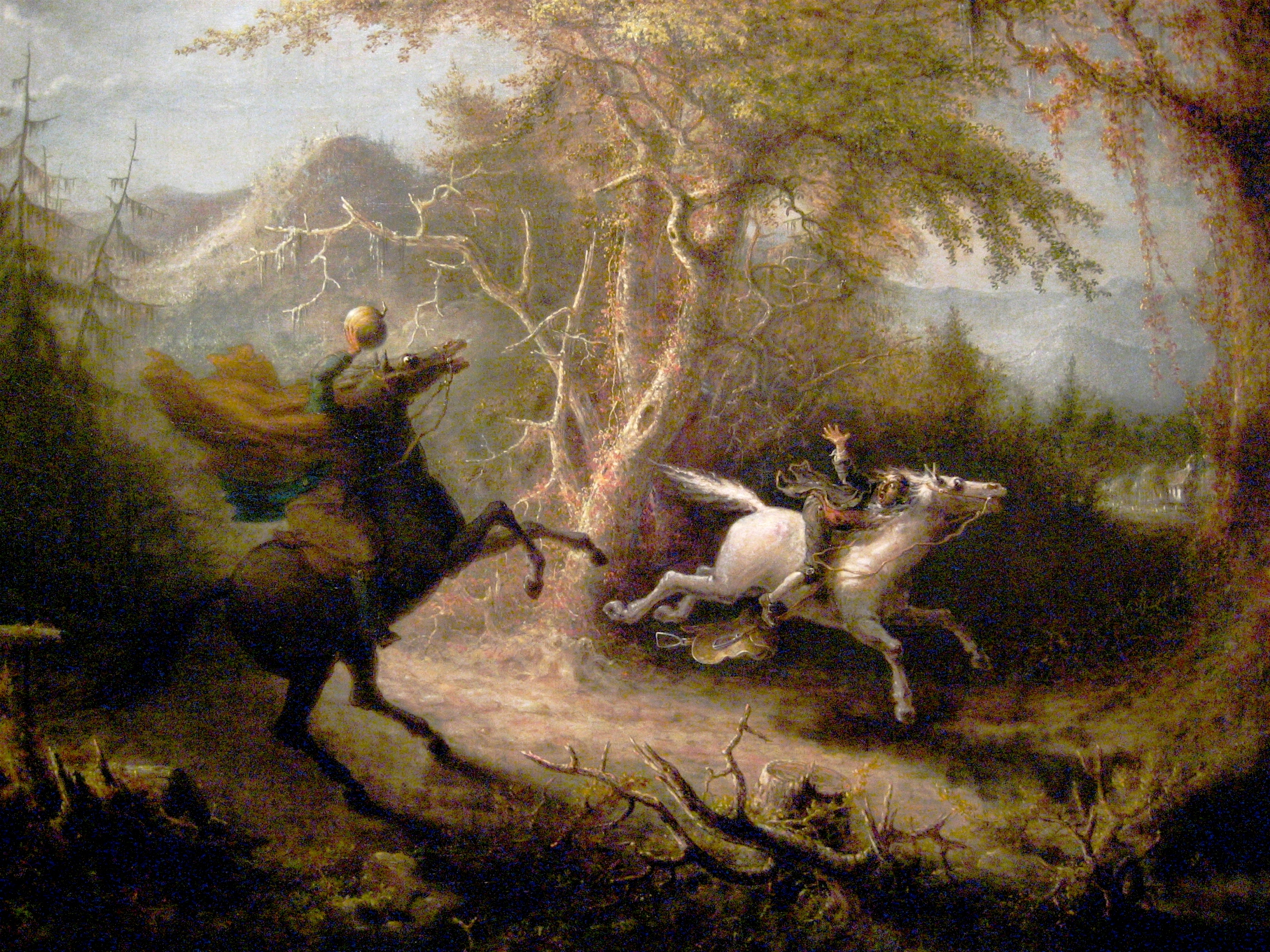
El Jinete sin Cabeza persigue a Ichabod Crane, por el artista John Quidor (1801–1881)

- El Jinete sin cabeza es un personaje de ficción, protagonista del cuento La leyenda de Sleepy Hollow del autor estadounidense Washington Irving. El cuento, de la colección de Irving titulada The Sketch Book of Geoffrey Crayon,[nota 27] ha entrado en el folclore y la leyenda estadounidenses gracias a la literatura y el cine.[56]
- Rip van Winkle es otro cuento del escritor estadounidense Washington Irving, que se publicó por primera vez en 1819. Se trata acerca de Rip Van Winkle, un aldeano neerlando-estadounidense que conoce a un grupo de neerlandeses misteriosos, bebe el licor que le ofrecen y se queda dormido en las Montañas de Catskill. Se despierta 20 años más tarde en un mundo muy cambiado, habiéndose perdido la Revolución de las Trece Colonias. Irving vivía temporalmente en Birmingham, Inglaterra cuando escribió el cuento, para el cual se inspiró en una conversación que tuvo con su cuñado estadounidense expatriado en la cual charlaron acerca del tema de la nostalgia. Se publicó en su colección The Sketch Book of Geoffrey Crayon, Gent. Aunque la historia está ambientada en las montañas de Catskill en Nueva York, cerca del lugar donde Irving fijó más tarde su residencia, este admitió: When I wrote the story, I had never been on the Catskills.[nota 28][57]

## Música folclórica
Los pueblos nativos estadounidenses fueron los primeros habitantes de la tierra que hoy se conoce como Estados Unidos y fueron quienes interpretaron su primera expresión musical. A partir del siglo XVII, empezó a llegar un gran número de inmigrantes del Reino Unido, Irlanda, España, Alemania y Francia, quienes trajeron consigo nuevos estilos e instrumentos. Los esclavos africanos trajeron sus propias tradiciones musicales y cada oleada posterior de inmigrantes ha contribuido con el crisol de culturas. La música folclórica incluye tanto la música tradicional como el género que evolucionó a partir de ella durante el renacimiento de la música folclórica en el siglo XX. El término se originó en el siglo XIX, pero a menudo se aplica a música que es mucho más antigua.
Los primeros eruditos estadounidenses eran miembros de la American Folklore Society (AFS), que surgió a finales del siglo XIX. Sus estudios se ampliaron para incluir la música de los pueblos nativos estadounidenses, pero seguían tratando la música folclórica como un elemento histórico preservado en sociedades aisladas. En Norteamérica, durante las décadas de 1930 y 1940, la Biblioteca del Congreso de Estados Unidos revisó las colecciones de música tradicional del etnomusicólogo John Lomax y el coleccionista Robert Winslow Gordon, entre otros, para recopilar todo el material de campo que fuera posible. Lomax fue el primer erudito importante en estudiar la música folclórica de raíces claramente estadounidenses, tal como la de los vaqueros y las personas negras del sur de ese país. Entre sus obras principales, la primera que se publicó fue Cowboy Songs and Other Frontier Ballads en 1910. Fue, sin duda, el estudioso de la música folclórica estadounidense más destacado de su época, sobre todo durante los inicios del renacimiento de esta música en la década de 1930 y principios de la década de 1940.
El renacimiento de la música folclórica estadounidense fue un fenómeno que comenzó en ese país en los años cuarenta y alcanzó su máxima popularidad a mediados de los sesenta. Sus raíces se remontan a mucho antes, ya que intérpretes como Burl Ives, Woody Guthrie, Leadbelly, Bessie Smith y Ma Rainey, entre otros, habían gozado de una popularidad general limitada en las décadas de 1930 y 1940. El renacimiento les dio prominencia a estilos musicales que en épocas anteriores habían contribuido con el desarrollo de la música country, el jazz y el rock and roll.

### Música afroamericana
La esclavitud se introdujo en las Trece Colonias a principios del siglo XVII en Virginia. Los antepasados de la actual población afroestadounidense fueron traídos de cientos de tribus de África Occidental y trajeron consigo ciertos rasgos de la música de esa región. Esto incluía voces de llamada y respuesta, música rítmica compleja, ritmos sincopados, acentos cambiantes, incorporación de tarareos y gemidos, que son sonidos sin significado definido, y una combinación de sonidos y movimientos corporales. El enfoque de la música africana en el canto y la danza rítmicos fue traído al Nuevo Mundo, donde se convirtió en parte de una cultura folclórica específica que ayudó a los africanos a retain continuity with their past through music. Además de conservar muchos elementos africanos, también se produjo una continuación de los instrumentos. Los esclavos africanos se llevaban consigo instrumentos de África o los reconstruían una vez se hallaban en el Nuevo Mundo. Los primeros esclavos en los Estados Unidos cantaban canciones de trabajo y gritos de campo. Sin embargo, la música de los esclavos se utilizaba por diversos motivos. La música se incluía en ceremonias y celebraciones religiosas, se utilizaba para coordinar el trabajo y para ocultar mensajes, como cuando hacían comentarios acerca de los dueños de los esclavos. Los cantos de los esclavos afroestadounidenses pueden dividirse en tres grupos: religiosos, de trabajo y recreativos.

#### Cantos espirituales
Los himnos protestantes escritos en su mayoría por predicadores de Nueva Inglaterra se convirtieron en una característica de las reuniones de campamento celebradas por cristianos devotos en toda la región del sur de los Estados Unidos. La mayoría de los esclavos eran típicamente animistas o formaban parte de alguna otra forma de religión africana. Para destruir cualquier resto de cultura africana o convertir a más discípulos, se les animaba a los esclavos a ir a la iglesia y se les llevaba. Comenzaron a sentirse atraídos por la gracia y la libertad que se predicaba en la iglesia, que era muy diferente de la vida que llevaban. Los esclavos aprendían los mismos himnos que cantaban sus amos y, cuando se reunían, creaban y cantaban versiones adaptadas de estos himnos, las cuales llegaron a llamarse Negro spirituals o cantos espirituales negros. Los géneros musicales blues, jazz y góspel surgieron de estas raíces: cantos espirituales, canciones de trabajo y gritos de campo. Los cantos espirituales negros eran, ante todo, expresiones de fe religiosa. Estas canciones les brindaban una voz para su anhelo de libertad y para experimentar esta libertad. Hacia la década de 1840, los esclavos sabían que la esclavitud era ilegal en los estados del norte y algunos norteños querían la abolición total de la esclavitud. Así que cuando cantaban acerca del cielo, también se referían a la posibilidad de escapar hacia el norte. A principios del siglo XIX se desarrolló el Ferrocarril Clandestino, que incluía una red de rutas secretas y casas seguras y tuvo un gran impacto en la música religiosa de los esclavos. Cuando se mencionaban trenes, estaciones, etc. en los cantos espirituales, se estaba haciendo referencia directa al Ferrocarril Clandestino, como por ejemplo, en la canción Swing Low, Sweet Chariot. Estos cantos estaban diseñados para que los propietarios de esclavos creyeran que solo estaban cantando acerca del cielo.

#### Canciones de trabajo
Las canciones de trabajo tenían al menos dos funciones: beneficiar a los esclavos y beneficiar a los capataces. Cuando un grupo de esclavos tenía que trabajar en conjunto en una tarea difícil, tal como transportar una carga pesada, el canto les brindaba un ritmo que les permitía coordinar sus movimientos. Cuando recogían las cosechas, la música no era necesaria. Sin embargo, cuando hacían silencio, esto resultaba incómodo para los capataces. Aun cuando había un dejo de melancolía en los cantos, servían para que los propietarios de esclavos pensaran que estos se sentían felices y contentos.

#### Cantos recreativos
Aun cuando los dueños de esclavos intentaban prohibirles cosas como los tambores o recuerdos de la cultura africana, no parecía importarles que aprendieran instrumentos y música de Europa. En algunos casos, se les invitaba a músicos negros a que tocaran instrumentos de cuerda para entretener al público blanco. Entre la semana de Navidad y la de Año Nuevo, los propietarios les daban vacaciones a sus esclavos. Esto les brindaba la oportunidad a las familias de esclavos que tenían diferentes amos de reunirse entre ellas ya que, de lo contrario, no irían a ninguna parte. Algunos esclavos hacían manualidades, pero los amos detestaban a los esclavos laboriosos. De modo que la mayoría de los esclavos pasaban su tiempo libre haciendo otras cosas, como bailar y cantar. Los amos aprobaban estas actividades, pero es posible que no escucharan con atención las canciones que se interpretaban.

### Canciones folclóricas
Las Trece Colonias originales de Estados Unidos fueron todas antiguas posesiones británicas, de modo que la cultura anglosajona se convirtió en una base importante para la música folclórica y popular de los Estados Unidos. Muchas canciones folclóricas estadounidenses son idénticas a las británicas en sus arreglos, pero con letras nuevas, muchas de las cuales son parodias del material original. La música tradicional de América Anglosajona también incluye una diversidad de baladas impresas, historias humorísticas y relatos fantásticos, además de canciones acerca de catástrofes relacionadas con la minería, naufragios y asesinatos. Las canciones folclóricas pueden clasificarse por temas, de la siguiente manera: canciones de taberna, canciones deportivas, canciones de trenes, canciones de trabajo, canciones de guerra y baladas.
- La melodía del himno nacional de Estados Unidos The Star-Spangled Banner fue adaptada de una antigua canción inglesa de taberna compuesta por John Stafford Smith, que lleva por título To Anacreon in Heaven (A Anacreonte en el cielo).[69]
- The Ballad of Casey Jones (también conocida como Casey Jones, the Brave Engineer o simplemente como Casey Jones) es una canción tradicional acerca del maquinista Casey Jones y cómo le acaeció la muerte cuando conducía un tren. Cuenta cómo Jones y su fogonero Simeon T. "Sim" Webb aceleraron la locomotora para recuperar el tiempo perdido, pero se dieron cuenta de que había otro tren por delante de ellos en la línea, y cómo Jones permaneció a bordo para intentar detener el tren mientras Webb saltaba para ponerse a salvo.[70]
- When Johnny Comes Marching Home (también conocida como When Johnny Comes Marching Home Again) es una canción popular de la Guerra Civil de Estados Unidos que expresaba la nostalgia de la gente por el regreso de sus amigos y familiares que luchaban en la guerra. Johnny I Hardly Knew Ye, una popular canción tradicional irlandesa contra la guerra y el reclutamiento, comparte el mismo material melódico con When Johnny Comes Marching Home. Basándose en referencias textuales internas, Johnny I Hardly Knew Ye parece datar de principios de la década de 1820, mientras que When Johnny Comes Marching Home se publicó por primera vez en 1863. Se suele datar a principios del siglo XIX, cuando los soldados del pueblo de Athy, en el condado de Kildare, servían a la Compañía Británica de las Indias Orientales.[71]
- Oh My Darling, Clementine (1884) es una balada folclórica del oeste estadounidense. Se cree que está basada en otra canción llamada Down by the River Liv'd a Maiden (1863). La letra trata acerca de un hombre afligido que canta sobre su amada, la hija de un minero durante la fiebre del oro de California de 1849. La perdió cuando ella se ahogó en un accidente. La canción puede oírse durante los créditos de apertura de la aclamada película de John Ford, My Darling Clementine (cuyo título en español es Pasión de los fuertes). También puede oírse como la banda sonora de fondo durante toda la película.[72]
- The Yellow Rose of Texas es una canción folclórica tradicional. La canción de amor original se ha llegado a relacionar con la leyenda de Emily D. West—también conocida erróneamente como Emily Morgan, ya que se pensaba que era una esclava propiedad de James Morgan.[73] Esta era una sirvienta no remunerada de raza mulata, de quien se dice que ayudó a ganar la Batalla de San Jacinto, decisiva en la Revolución de Texas.[73]
- Take Me Out to the Ball Game es una canción de Tin Pan Alley que data de 1908. Fue compuesta por Jack Norworth y Albert Von Tilzer y se ha convertido en el himno no oficial del béisbol, aunque ninguno de sus autores había asistido a un partido antes de escribir la canción.[74] Se canta por tradición durante la pausa de la séptima entrada de un partido de béisbol.  Se suele animar a los aficionados a que la canten.

Otras canciones folclóricas estadounidenses incluyen: She'll Be Coming 'Round the Mountain, Skewball, Big Bad John, Stagger Lee (también conocida como Stagolee), Camptown Races y The Battle Hymn of the Republic.

### Salomas marineras
Las canciones de trabajo cantadas por los marineros entre los siglos XVIII y XX se conocen como salomas marineras. La saloma era un tipo específico de canción de trabajo, que evolucionó en particular en los buques mercantes de estilo estadounidense que habían cobrado importancia en décadas anteriores a la Guerra Civil de Estados Unidos. Estas canciones se solían interpretar mientras se ajustaban los aparejos, se levantaba el ancla y se realizaban otras tareas en las que los hombres debían tirar al unísono. Precisamente por esta razón, estas canciones suelen tener un ritmo muy puntuado, junto con un formato de llamada y respuesta. Mucho antes del siglo XIX, las canciones marineras eran habituales en los barcos de remo. Tales canciones también eran muy rítmicas para mantener unidos a los remeros.
Sobre ellas tuvieron una influencia notable las canciones del pueblo afroestadounidense, tales como las que se cantaban mientras se cargaban con algodón los barcos en los puertos del sur de Estados Unidos. Los contextos laborales en los que los afroestadounidenses entonaban canciones comparables a las salomas marineras eran: la navegación en botes de remos por los ríos del sudeste de Estados Unidos y el Caribe; el trabajo de los fogoneros, que echaban leña en las máquinas de los barcos de vapor que surcaban los grandes ríos estadounidenses; y la estiba en la costa este de Estados Unidos, la costa del Golfo y el Caribe, lo que incluía el trabajo llamado cotton-screwing: la estiba de algodón mediante cilindros niveladores (en inglés: jackscrews o screw jacks) para cargar barcos en los puertos del sur de Estados Unidos. Durante la primera mitad del siglo XIX, algunas de las canciones que cantaban los afroestadounidenses también empezaron a usarse para las tareas de a bordo, es decir, como salomas marineras.
El repertorio de las salomas marineras tomaba prestado de la música popular contemporánea de la que disfrutaban los marineros, que incluía la música juglaresca, las marchas populares y las canciones folclóricas relacionadas con labores terrestres, las cuales se adaptaron a las formas musicales que correspondían a las labores necesarias para manejar un velero. Estas labores, que solían requerir un esfuerzo coordinado de grupo, ya fuera tirando o empujando, incluían levar anclas y zarpar.
Poor Paddy Works on the Railway es una canción folclórica popular irlandesa y estadounidense que trata sobre un trabajador irlandés que labora en el ferrocarril. Históricamente, solía cantarse como saloma marinera. Existen numerosos títulos de la canción, tales como Pat Works on the Railway y Paddy on the Railway. Otra versión es Paddy Works on the Erie. Además, Paddy on the Railway está reconocida como una saloma marinera (chanty) en la primera obra publicada en usar el término, Seven Years of a Sailor's Life, escrita por George Edward Clark en 1867. Clark relataba sus experiencias de pesca en el Gran Banco de Terranova en un barco procedente de Provincetown, Massachusetts, hacia 1865 o 1866. En un momento dado, la tripulación está levantando el ancla en medio de una tormenta mediante un cabrestante de bomba. Una de las canciones que cantan los hombres mientras realizan esta tarea lleva por título Paddy on the Railway.

### Música de los Shakers
Los Shakers son una secta religiosa fundada en Inglaterra en el siglo XVIII a partir de las enseñanzas de Ann Lee. Hoy en día, son más conocidos por sus aportaciones culturales, en especial por su estilo musical y su mobiliario. Compusieron miles de canciones y también crearon muchas danzas. Ambas constituyeron una parte importante de sus servicios de adoración. En la sociedad Shaker, un don espiritual también podía ser una revelación musical y consideraban que era importante grabar las inspiraciones musicales a medida que se producían. La canción Simple Gifts fue compuesta por Joseph Brackett y se originó en la comunidad Shaker de Alfred en el estado de Maine, en 1848. La icónica partitura del ballet Appalachian Spring, de Aaron Copland, de 1944, utiliza la ahora famosa melodía Simple Gifts como base para su gran final.

## Danzas folclóricas
Las danzas folclóricas de origen británico incluyen la square dance, que se originó en la cuadrilla, combinada con la innovación estadounidense de un cantor que instruye a los bailarines. La sociedad religiosa conocida como los Shakers emigró de Inglaterra en el siglo XVIII y desarrolló su propio estilo de danza folclórica.

## Lugares, puntos de referencia y monumentos
- La "colonia perdida" de la isla de Roanoke: En 1587, sir Walter Raleigh reunió a más de 100 hombres, mujeres y niños para viajar desde Inglaterra hacia la isla de Roanoke, en la costa de Carolina del Norte, y establecer allí el primer asentamiento inglés en América bajo la dirección de John White como gobernador. Virginia Dare (nacida el 18 de agosto de 1587) fue la primera persona que nació en América de padres ingleses, Ananias y Eleanor White Dare, en la desaparecida colonia de Roanoke. Se conocen los datos de su nacimiento porque el gobernador del asentamiento, que era su abuelo John White, regresó a Inglaterra en 1587 en busca de nuevas provisiones. Cuando White por fin regresó tres años después, Virginia y los demás colonos habían desaparecido.[81] Durante los últimos cuatrocientos años, Virginia Dare se ha convertido en una figura destacada en los mitos y el folclore estadounidenses, ya que simboliza cosas distintas para distintos grupos de personas. Es el tema de un poema (Peregrine White and Virginia Dare) de Rosemary y Stephen Vincent Benét y de la leyenda de Carolina del Norte Legend of the White Doe. Aunque a menudo se cita como una leyenda indígena, esta última, la leyenda de la cierva blanca, parece tener sus raíces en el folclore inglés. Los ciervos blancos son comunes en las leyendas inglesas y se utilizan con frecuencia como símbolos de virtud cristiana.[82] Una historia similar de una joven transformada en ciervo blanco puede encontrarse en Yorkshire, donde sirvió de base para el poema de William Wordsworth The White Doe of Rylstone. En los cuatro siglos transcurridos desde su desaparición, los colonos de Roanoke han sido objeto de un misterio que sigue desafiando a historiadores y arqueólogos por ser uno de los más antiguos de Estados Unidos.[83]
- El Triángulo de Bennington es una zona del suroeste de Vermont en la que desaparecieron varias personas entre 1945 y 1950. La zona comparte características con el Triángulo de Bridgewater, en el sureste de Massachusetts.[84]
- El Triángulo de Bridgewater es una zona de unos 520 km² en la que supuestamente se han registrado fenómenos paranormales, desde ovnis hasta poltergeist, orbes, bolas de fuego y otros fenómenos espectrales, así como avistamientos de Pie Grande, serpientes gigantes y pájaros del trueno. El término fue acuñado por el criptozoólogo Loren Coleman, de Nueva Inglaterra.[85]
- Times Square es una importante intersección comercial en Medio Manhattan, en la ciudad de Nueva York, en la confluencia de Broadway y la Séptima Avenida, que se extiende desde las calles 42 Oeste a 47 Oeste.[86] Times Square, conocida como "la encrucijada del mundo",[87] es el centro brillantemente iluminado del Distrito de los Teatros de Broadway. Antiguamente llevaba el nombre de Longacre Square, pero fue rebautizada como Times Square en abril de 1904 después de que The New York Times trasladara su sede al recién construido edificio Times Building, sitio donde se celebra la caída anual de la bola en la víspera de Año Nuevo.[86] Técnicamente hablando, el triángulo norte de Times Square es la plaza Duffy Square, dedicada en 1937 al capellán Francis P. Duffy, del Regimiento de Infantería Fighting 69th de Nueva York.[88] Allí se encuentra un monumento a Duffy, junto con una estatua de George M. Cohan.[89] La estatua de Duffy y la plaza se incluyeron en el Registro Nacional de Lugares Históricos en el 2001.

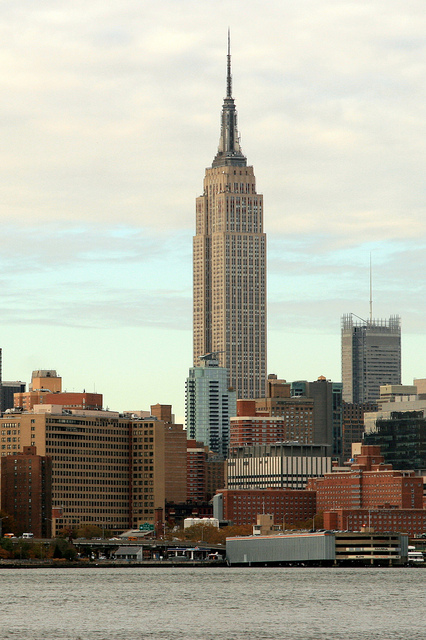
El Empire State Building

- El Empire State Building es un rascacielos de 102 pisos que está ubicado en la ciudad de Nueva York, en la intersección de la Quinta Avenida y la calle 34 Oeste. Su nombre proviene del sobrenombre del estado de Nueva York: el Estado del Imperio.[90] Fue el edificio más alto del mundo durante 40 años, desde su finalización en 1931.[91] El Empire State Building es considerado como un ícono cultural estadounidense. En el proyecto trabajaron 3.400 obreros, en su mayoría inmigrantes europeos, junto con cientos de herreros de la Nación Mohawk, muchos de ellos procedentes de la reserva de Kahnawake, cerca de Montreal.[92][93][94] Es probable que la representación más famosa del edificio en la cultura popular sea la de la película King Kong de 1933, en la que el personaje del título, un simio gigante, sube a la cima del edificio para escapar de sus captores, pero cae al vacío tras ser atacado por aviones.[95] La película romántica An Affair to Remember de 1957 cuenta la historia de una pareja que planea encontrarse en lo alto del Empire State Building, una cita que se ve impedida por un accidente automovilístico. Además, Sleepless in Seattle, una comedia romántica de 1993 inspirada parcialmente en An Affair to Remember, culmina con una escena en el observatorio del Empire State.[96]

Otros lugares, puntos de referencia y monumentos que han pasado a formar parte del folclore estadounidense son: Independence Hall, el Valle de los Monumentos, la Isla Ellis, la Presa Hoover, Pearl Harbor, el Monumento a los Veteranos de Vietnam y el Gran Cañón.

## Íconos culturales
- La Campana de la Libertad es un símbolo icónico de la independencia estadounidense. Está ubicada en Filadelfia, Pensilvania. En la década de 1830, la campana fue adoptada como un símbolo por las sociedades abolicionistas, que la llamaron "Campana de la Libertad". Su característica grieta se produjo a principios del siglo XIX, según una historia muy extendida que sostiene que la campana se rajó cuando sonaba tras la muerte del Presidente de la Corte Suprema, John Marshall, en 1835. La fabricación de la campana se encargó a la empresa londinense Lester and Pack en 1752 y se fundió con la siguiente inscripción, que contiene el verso de Levítico 25:10:[97]

Proclaim LIBERTY Throughout all the Land unto all the Inhabitants Thereof Lev. XXV. v X.
By Order of the ASSEMBLY of the Province of PENSYLVANIA for the State House in PhiladA
Pass and Stow
Philada
MDCCLIII

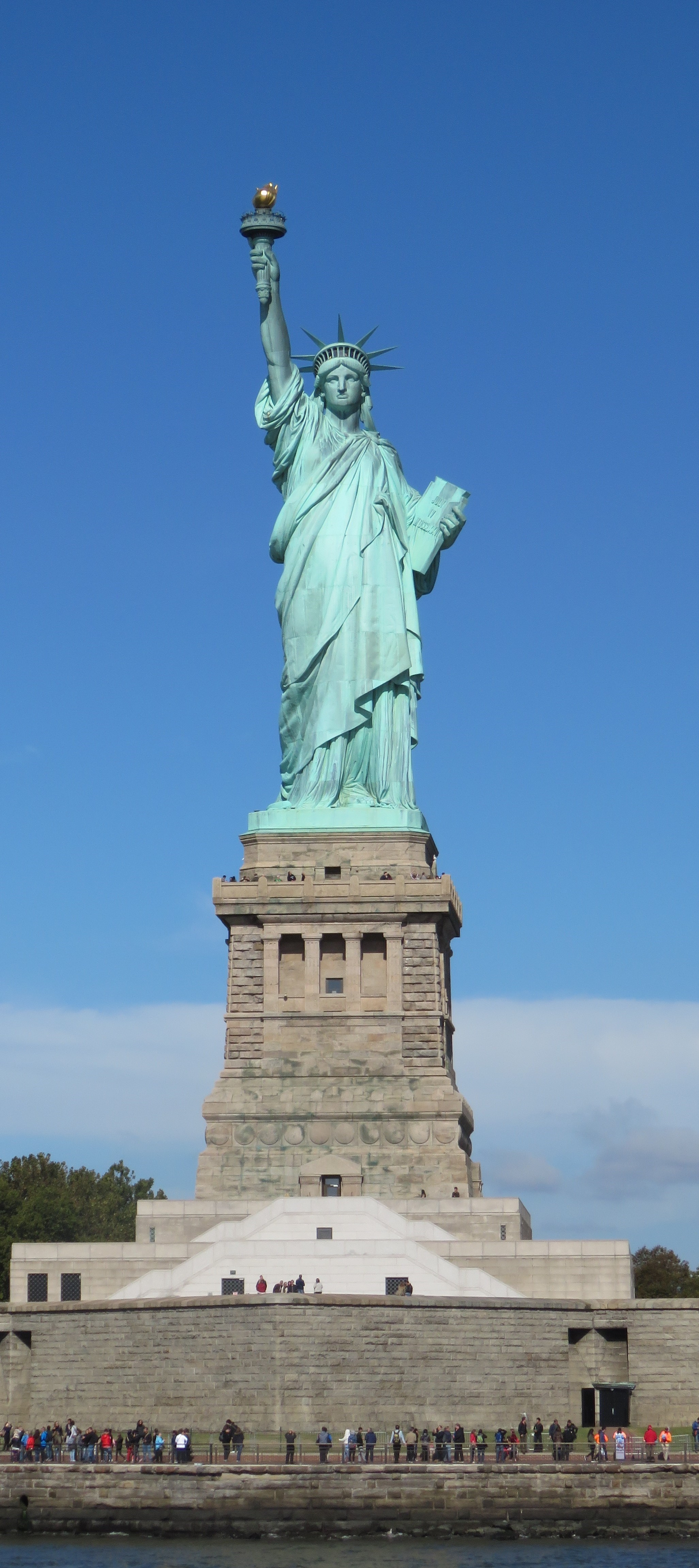
La Estatua de la Libertad

- La Estatua de la Libertad es una colosal escultura neoclásica situada en la Isla de la Libertad, en el puerto de Nueva York, diseñada por Frédéric Bartholdi y dedicada el 28 de octubre de 1886. La estatua, un regalo del pueblo francés a los Estados Unidos,[98] representa a Libertas, la diosa romana de la libertad, con una antorcha y una tabula ansata en la que está inscrita la fecha de la Declaración de Independencia de los Estados Unidos: JULY IV MDCCLXXVI (4 de julio de 1776, en números romanos). La estatua es un ícono de la libertad y de los Estados Unidos: una señal de bienvenida a los inmigrantes que llegan del extranjero.[99]
- Tío Sam (en inglés: Uncle Sam, que tiene las mismas iniciales—U.S.—que United States o Estados Unidos) es una personificación nacional del gobierno estadounidense que empezó a usarse durante la Guerra anglo-estadounidense de 1812. Según cuenta la leyenda, Samuel Wilson, un proveedor de carne de Nueva York, suministraba raciones a los soldados y estampaba en las cajas las letras U.S., que significaban Estados Unidos, pero se decía en broma que eran las iniciales del Tío Sam, como apócope de su nombre, Samuel.[100] La figura de Columbia, que apareció por primera vez en 1738 y a veces se asociaba con la libertad, es la personificación de la nación estadounidense, mientras que el Tío Sam es una personificación del gobierno.[101][102] A veces se les muestra trabajando juntos o discutiendo entre sí por cuestiones políticas, especialmente en las caricaturas políticas de la revista Puck. Con la Guerra de la Independencia surgió Brother Jonathan[nota 32] como personificación del hombre común o el pueblo estadounidense, pero no fue sino hasta después de la Guerra de 1812 cuando apareció el Tío Sam.[103] Brother Jonathan alcanzó su pleno desarrollo literario como personificación del carácter nacional estadounidense mediante la novela Brother Jonathan: or, the New Englanders, de John Neal, de 1825.[104]
- Arte decorativo en la parte frontal del fuselaje de aviones militares (en inglés: nose art, literalmente "arte en la nariz") que representa la boca de un tiburón: Aunque se originó en Austria, este diseño estilístico se aplicó al Grupo de Voluntarios Estadounidenses en Asia conocido más comúnmente como Flying Tigers o Tigres Voladores. El diseño se pintaba en los cazas P-40 de la unidad alrededor de la gran toma de aire situada cerca de la parte delantera del avión.[105] Desde entonces, esta imagen se ha colocado en varias aeronaves, tales como los helicópteros estadounidenses UH-1 y AH-1 durante la guerra de Vietnam, así como en los actuales A-10 Thunderbolt II, A-29 Supertucano y AT-6 Wolverine, y otros vehículos tanto militares como civiles.[106][107]

Otros íconos culturales incluyen a Rosie the Riveter, la Constitución de los Estados Unidos, el revólver Colt Single Action Army, el oso Smokey Bear, el bombardero Boeing B-52 Stratofortress y el pastel de manzana.

## Historia
Entre los acontecimientos históricos que forman parte del folclore estadounidense figuran: la masacre de Boston, el motín del té de Boston, la cabalgata de medianoche de Paul Revere, la batalla de El Álamo, los juicios por brujería de Salem, el tiroteo en el O.K. Corral, la fiebre del oro de California, la batalla de Little Bighorn, la batalla de Gettysburg, el ataque a Pearl Harbor y los atentados del 11 de septiembre de 2001.